# Imperfection
Imperfection es un sencillo de la banda estadounidense de rock Evanescence, de su cuarto álbum de estudio de música electrónica orquestal, Synthesis (2017). Se lanzó como sencillo principal del álbum el 15 de septiembre de 2017. Amy Lee escribió la canción sobre la lucha por la vida, desde la perspectiva de alguien que ha sido abandonado tras una pérdida. Producida por Will "Spaceway" Hunt y Lee, "Imperfection" fusiona música electrónica y sinfónica con percusión trip hop. El videoclip se lanzó el 19 de octubre de 2017.

## Video musical
"Imperfection"' tuvo su estreno en NMEel 19 de octubre de 2017, luego fue avilitado en el canal de  Evanescence. El solo de piano que da paso a "Imperfection" en el álbum introduce la canción en el vídeo.

## Lista de canciones
| Descaga digital |                |          |  |
| N.º             | Título         | Duración |  |
| 1.              | «Imperfection» | 4:23     |  |

## Banda
Creditos adaptados en Synthesis.
- Amy Lee – voz, piano, productor
- Will "Spaceway" Hunt – productor, programador, sintetizador, ingeniero
- David Campbell – conducción y arreglos
- Damian Taylor – mezclador
- Nick Spezia – ingeniero de orqueta
- Gary Hedden – edición de audio adicional
- Emily Lazar – ingeniero de masterización
- Chris Allgood – asistente de masterización

## Posicionamiento en lista
| Gráfica (2017)                                            | Pico posición |
| --------------------------------------------------------- | ------------- |
| Estados Unidos Alternative Digital Song Sales (Billboard) | 19            |
| Estados Unidos (Hot Rock & Alternative Songs)             | 39            |
| Estados Unidos Rock Digital Song Sales (Billboard)        | 21            |